# A Camp (album)
Albums de A Camp
Colonia
(2009)
A Camp est le premier album du groupe éponyme A Camp, sorti en 2001. Il a reçu un accueil chaleureux de la part des critiques et deux singles en ont été extraits, I Can Buy You et Song for the Leftovers.

## Liste des titres
| #   | Titre                    | Crédits                                    | Durée |
| --- | ------------------------ | ------------------------------------------ | ----- |
| 1.  | Frequent Flyer           | (Nina Persson, Nathan Larson)              | 3:22  |
| 2.  | I Can Buy You            | (Nina Persson, Niclas Frisk)               | 3:49  |
| 3.  | Angel of Sadness         | (Nina Persson, Niclas Frisk)               | 4:22  |
| 4.  | Such a Bad Comedown      | (Nina Persson, Niclas Frisk)               | 3:59  |
| 5.  | Song for the Leftovers   | (Nina Persson, Niclas Frisk)               | 3:38  |
| 6.  | Walking the Cow          | (Daniel Johnston)                          | 3:04  |
| 7.  | Hard as a Stone          | (Nina Persson, Niclas Frisk)               | 2:28  |
| 8.  | Algebra                  | (Nina Persson)                             | 3:33  |
| 9.  | Silent Night             | (Nina Persson, Niclas Frisk)               | 4:42  |
| 10. | The Same Old Song        | (Nina Persson, Niclas Frisk)               | 5:33  |
| 11. | The Oddness of the Lord  | (Nina Persson, Niclas Frisk)               | 3:28  |
| 12. | Rock 'n' Roll Ghost      | (Westerberg)                               | 3:59  |
| 13. | The Bluest Eyes in Texas | (Van Stephenson, Dave Robbins, Tim DuBois) | 5:04  |
| 14. | Elephant                 | (Nina Persson, Mark Linkous)               | 4:19  |

Le titre The Bluest Eyes in Texas a été produit par Nathan Larson, et Rock 'n' Roll Ghost par Niclas Frisk.